# Lidia Książkiewicz
Lidia Książkiewicz (Poznán, 1977) is een Poolse pianist en organist en is werkzaam in Frankrijk. Vanaf 2010 is zij titulair organist van de kathedraal Notre-Dame in Laon.

## Biografie
Lidia Książkiewicz begon op vijfjarige leeftijd met het bespelen van de piano. Vanaf haar twintigste speelt ze ook orgel. Ze studeerde af in piano en orgel aan de Muziekacademie in Bydgoszcz en aan de Muziekacademie in Poznán. Ze vervolgde haar studies in orgelspel in Frankrijk aan het conservatorium van Saint-Maur onder leiding van professor Éric Lebrun, waar ze de Premier Prix d'Excellence behaalde. Aan hetzelfde conservatorium studeerde ze ook klavecimbel.
Ze is laureaat van vele muziekcompetities:
- Grand Prix d'Orgue de l'Académie des Beaux Arts in Angers, Frankrijk (2004, Grand Prix);
- Internationaal concours voor 20e-eeuwse muziek in Warschau, Polen (1994, eerste plaats);
- Internationaal orgelconcours in Rimini, Italië (2003, eerste plaats);
- Internationaal orgelconcours in Chartres, Frankrijk (2004, finalist);
- Internationaal orgelconcours "César Franck" in Haarlem (2000, 3e plaats);
- Internationaal orgelconcours over Max Reger en Olivier Messiaen in Graz, Oostenrijk (2003, Prix Spéciale);

Książkiewicz treedt regelmatig op op vele prestigieuze muziekfestivals in Europa en neemt deel aan het werk van de jury van orgelcompetities. Als soliste speelde ze met vele orkesten, waaronder symfonieorkest van het Krakau Philharmonic, de Slowaakse Sinfonietta en het Orchestre symphonique de Bretagne. Ook is zij docent orgel- en pianospel aan de conservatoria in Laon en Soissons. Bovendien is ze auteur van tal van pedagogische publicaties en geeft ze masterclasses in piano- en orgelspel.

## Link
- Homepagina van Lidia Książkiewicz